# Ardices curvata
Espèce
Synonymes
- Bombyx curvata Donovan, 1805
- Spilosoma curvata (Donovan, 1805)

Ardices curvata est une espèce de lépidoptères (papillons) de la famille des Erebidae et de la sous-famille des Arctiinae. 
Elle vit en Australie.
Sa chenille se nourrit notamment de Taraxacum officinale, Tropaeolum majus, Phaseolus vulgaris et Pelargonium zonale .